# Шірур (Махараштра)
Шірур — місто в штаті Махараштра, округ Пуне, центр однойменної талуки. Розташовується біля витоків річки Ґход. У місті розташовані виробничі потужності «Maharashtra Industrial Development Corporation», котрі з'явилися тут після початку реалізації проекту індустріального розвитку Махараштри, почали розвиватися і близько розташовані Карегаон, Санасваді та Раньянгаон, діють потужності підприємства «Apollo Tyres». 2011 року в Шірурі проживало 37 111 людей.
В Шірурі знаходяться привабливі для туристів стародавні храми.
Місто розташоване на берегах річки, ближні населені пункти — Рамлінг, Когакаді, Курунд

## Принагідно
- ґуґл-мапа
- Shirur Population Census 2011 [Архівовано 11 червня 2016 у Wayback Machine.]

| Індія | Це незавершена стаття з географії Індії. Ви можете допомогти проєкту, виправивши або дописавши її. |

1. 1 2  GEOnet Names Server — 2018.